# Trentino Volley 2017-2018
Questa voce raccoglie le informazioni riguardanti la Trentino Volley nelle competizioni ufficiali della stagione 2017-2018.

## Stagione
Nella stagione 2017-18 la Trentino Volley assume la denominazione sponsorizzata di Diatec Trentino.
Le finali raggiunte nella stagione precedente sia in Coppa Italia che in campionato, permettono alla Trentino di giocare la Supercoppa italiana: conquista il quarto posto dopo aver perso sia in semifinale contro la Sir Safety Perugia che la finale per il terzo psoto contro il Modena.
Partecipa per la diciottesima volta alla Superlega; chiude la regular season di campionato al quarto posto in classifica, qualificandosi per i play-off scudetto, dove arriva fino alle semifinali, sconfitta dalla Sir Safety Perugia.
In Coppa Italia è sconfitta dal club di Perugia in semifinale.
Gioca inoltre la Champions League: dopo aver superato la fase a gironi al secondo posto nel proprio raggruppamento è eliminata nei play-off a 6 a seguito della doppia sconfitta contro la Lube.

## Organigramma societario
Area direttiva
- Presidente: Diego Mosna
- Segreteria generale: Chiara Candotti
- Amministrazione: Laura Corradini
- General manager: Bruno Da Re
- Team manager: Riccardo Michieletto
- Responsabile logistica: Giuseppe Borgono, Matteo Daldoss
- Responsabile palasport: Antonio Brentari

Area tecnica
- Allenatore: Angelo Lorenzetti
- Allenatore in seconda: Francesco Petrella
- Assistente allenatore: Dante Boninfante
- Scout man: Roberto Ciamarra
- Responsabile settore giovanile: Francesco Conci, Riccardo Michieletto
- Talent scout: Ninni De Nicolo

Area comunicazione
- Addetto stampa: Francesco Segala
- Speaker: Gabriele Biancardi
- Fotografo: Marco Trabalza

Area marketing
- Area commerciale: Nicola Leonardi, Marco Oberosler

Area sanitaria
- Medico: Mauro Bortoluzza
- Preparatore atletico: Alessandro Guazzaloca
- Fisioterapista: Alessandro Russo

## Rosa
| N° | Nome                | Ruolo | Data di nascita   | Nazionalità sportiva |
| -- | ------------------- | ----- | ----------------- | -------------------- |
| 2  | Uroš Kovačević      | S     | 6 maggio 1993     | Serbia               |
| 3  | Nicholas Hoag       | S     | 19 agosto 1992    | Canada               |
| 4  | Jan Kozamernik      | C     | 24 dicembre 1995  | Slovenia             |
| 5  | Oreste Cavuto       | S     | 5 dicembre 1996   | Italia               |
| 7  | Luca Vettori        | O     | 26 aprile 1991    | Italia               |
| 8  | Matteo Chiappa      | L     | 6 luglio 1993     | Italia               |
| 9  | Simone Giannelli    | P     | 9 agosto 1996     | Italia               |
| 10 | Filippo Lanza       | S     | 3 marzo 1991      | Italia               |
| 11 | Aidan Zingel        | C     | 19 novembre 1990  | Australia            |
| 12 | Renee Teppan        | O     | 26 settembre 1993 | Estonia              |
| 15 | Pier Paolo Partenio | P     | 6 febbraio 1993   | Italia               |
| 16 | Éder Carbonera      | C     | 19 ottobre 1983   | Brasile              |
| 17 | Daniele De Pandis   | L     | 30 giugno 1984    | Italia               |

## Mercato
| Acquisti | Acquisti            | Acquisti           | Acquisti   |
| R.       | Nome                | da                 | Modalità   |
| -------- | ------------------- | ------------------ | ---------- |
| C        | Éder Carbonera      | Funvic             | definitivo |
| S        | Oreste Cavuto       | Olimpia Bergamo    | definitivo |
| L        | Daniele De Pandis   | Molfetta           | definitivo |
| S        | Nicholas Hoag       | Powervolley Milano | definitivo |
| S        | Uroš Kovačević      | BluVolley Verona   | definitivo |
| C        | Jan Kozamernik      | ACH Volley         | definitivo |
| P        | Pier Paolo Partenio | Molfetta           | definitivo |
| O        | Renee Teppan        | Tirol              | definitivo |
| O        | Luca Vettori        | Modena             | definitivo |
| C        | Aidan Zingel        | BluVolley Verona   | definitivo |

| Cessioni | Cessioni            | Cessioni           | Cessioni   |
| R.       | Nome                | a                  | Modalità   |
| -------- | ------------------- | ------------------ | ---------- |
| S        | Oleg Antonov        | Callipo            | definitivo |
| P        | Alessandro Blasi    | -                  | ritirato   |
| C        | Matteo Burgsthaler  | -                  | ritirato   |
| L        | Massimo Colaci      | Sir Safety Perugia | definitivo |
| C        | Daniele Mazzone     | Modena             | definitivo |
| S        | Tiziano Mazzone     | Porto Robur Costa  | definitivo |
| O        | Gabriele Nelli      | Padova             | definitivo |
| C        | Sebastián Solé      | Funvic             | definitivo |
| O        | Jan Štokr           | Dukla Liberec      | definitivo |
| S        | Tine Urnaut         | Modena             | definitivo |
| C        | Simon Van de Voorde | Paykan             | definitivo |

## Risultati

### Superlega

#### Girone di andata
| 1ª giornata - 15 ottobre 2017 PalaTrento, Trento                          | Trentino           | 2 - 3 | Powervolley Milano | 22-25, 25-20, 20-25, 25-19, 13-15 |
| 2ª giornata - 22 ottobre 2017 PalaSanLazzaro, Padova                      | Padova             | 1 - 3 | Trentino           | 21-25, 19-25, 25-17, 23-25        |
| 3ª giornata - 25 ottobre 2017 PalaDeAndré, Ravenna                        | Porto Robur Costa  | 3 - 0 | Trentino           | 31-29, 25-15, 25-21               |
| 4ª giornata - 28 ottobre 2017 PalaTrento, Trento                          | Trentino           | 3 - 1 | New Mater          | 23-25, 25-22, 25-19, 25-16        |
| 5ª giornata - 1º novembre 2017 PalaCivitanova, Civitanova Marche          | Lube               | 3 - 0 | Trentino           | 25-22, 30-28, 29-27               |
| 6ª giornata - 5 novembre 2017 PalaTrento, Trento                          | Trentino           | 1 - 3 | BluVolley Verona   | 21-25, 21-25, 25-17, 22-25        |
| 7ª giornata - 15 novembre 2017 PalaEvangelisti, Perugia                   | Sir Safety Perugia | 3 - 0 | Trentino           | 25-21, 26-24, 30-28               |
| 8ª giornata - 23 novembre 2017 PalaTrento, Trento                         | Trentino           | 3 - 2 | Top Volley Latina  | 23-25, 22-25, 25-20, 25-20, 15-10 |
| 9ª giornata - 26 novembre 2017 PalaBanca, Piacenza                        | Piacenza           | 0 - 3 | Trentino           | 10-25, 21-25, 20-25               |
| 10ª giornata - 3 dicembre 2017 PalaTrento, Trento                         | Trentino           | 3 - 2 | Modena             | 22-25, 28-26, 23-25, 27-25, 15-11 |
| 11ª giornata - 10 dicembre 2017 PalaValentia, Vibo Valentia               | Callipo            | 2 - 3 | Trentino           | 20-25, 25-22, 25-27, 27-25, 12-15 |
| 12ª giornata - 13 dicembre 2017 Palasport "Città di Frosinone", Frosinone | Argos              | 1 - 3 | Trentino           | 13-25, 19-25, 25-18, 22-25        |
| 13ª giornata - 26 dicembre 2017 PalaTrento, Trento                        | Trentino           | 3 - 1 | Milano             | 19-25, 25-21, 25-14, 25-19        |

#### Girone di ritorno
| 1ª giornata - 30 dicembre 2017 PalaPiantanida, Busto Arsizio | Powervolley Milano | 2 - 3 | Trentino           | 25-22, 25-22, 22-25, 14-25, 13-15 |
| 2ª giornata - 4 gennaio 2018 PalaTrento, Trento              | Trentino           | 3 - 0 | Padova             | 25-14, 27-25, 25-17               |
| 3ª giornata - 7 gennaio 2018 PalaTrento, Trento              | Trentino           | 3 - 1 | Porto Robur Costa  | 25-18, 22-25, 25-19, 25-20        |
| 4ª giornata - 24 gennaio 2018 PalaFlorio, Bari               | New Mater          | 1 - 3 | Trentino           | 25-23, 22-25, 25-27, 16-25        |
| 5ª giornata - 14 gennaio 2018 PalaTrento, Trento             | Trentino           | 1 - 3 | Lube               | 13-25, 26-28, 25-20, 14-25        |
| 6ª giornata - 21 gennaio 2018 PalaOlimpia, Verona            | BluVolley Verona   | 1 - 3 | Trentino           | 20-25, 23-25, 25-19, 20-25        |
| 7ª giornata - 4 febbraio 2018 PalaTrento, Trento             | Trentino           | 0 - 3 | Sir Safety Perugia | 23-25, 21-25, 19-25               |
| 8ª giornata - 7 febbraio 2018 PalaBianchini, Latina          | Top Volley Latina  | 1 - 3 | Trentino           | 25-21, 20-25, 18-25, 18-25        |
| 9ª giornata - 11 febbraio 2018 PalaTrento, Trento            | Trentino           | 3 - 0 | Piacenza           | 25-22, 25-19, 27-25               |
| 10ª giornata - 18 febbraio 2018 PalaPanini, Modena           | Modena             | 2 - 3 | Trentino           | 28-26, 26-28, 22-25, 25-17, 13-15 |
| 11ª giornata - 21 febbraio 2018 PalaTrento, Trento           | Trentino           | 3 - 0 | Callipo            | 25-16, 25-19, 25-21               |
| 12ª giornata - 25 febbraio 2018 PalaTrento, Trento           | Trentino           | 3 - 0 | Argos              | 25-15, 27-25, 25-21               |
| 13ª giornata - 4 marzo 2018 Palazzetto dello Sport, Monza    | Milano             | 3 - 2 | Trentino           | 23-25, 25-18, 27-25, 17-25, 15-8  |

#### Play-off scudetto
| Quarti di finale (gara 1) - 11 marzo 2018 PalaTrento, Trento  | Trentino           | 3 - 2 | BluVolley Verona   | 25-23, 25-17, 19-25, 24-26, 15-13 |
| Quarti di finale (gara 2) - 17 marzo 2018 PalaOlimpia, Verona | BluVolley Verona   | 3 - 2 | Trentino           | 25-23, 21-25, 23-25, 26-24, 15-13 |
| Quarti di finale (gara 3) - 24 marzo 2018 PalaTrento, Trento  | Trentino           | 3 - 0 | BluVolley Verona   | 25-20, 25-22, 25-15               |
| Semifinali (gara 1) - 29 marzo 2018 PalaEvangelisti, Perugia  | Sir Safety Perugia | 3 - 1 | Trentino           | 25-23, 18-25, 25-23, 25-22        |
| Semifinali (gara 2) - 1º aprile 2018 PalaTrento, Trento       | Trentino           | 3 - 2 | Sir Safety Perugia | 26-24, 13-25, 19-25, 25-23, 15-10 |
| Semifinali (gara 3) - 7 aprile 2018 PalaEvangelisti, Perugia  | Sir Safety Perugia | 3 - 2 | Trentino           | 25-27, 25-13, 21-25, 25-17, 15-13 |
| Semifinali (gara 4) - 15 aprile 2018 PalaTrento, Trento       | Trentino           | 3 - 0 | Sir Safety Perugia | 25-22, 26-24, 25-23               |
| Semifinali (gara 5) - 19 aprile 2018 PalaEvangelisti, Perugia | Sir Safety Perugia | 3 - 0 | Trentino           | 25-12, 25-20, 30-28               |

### Coppa Italia
| Quarti di finale - 18 ottobre 2017 PalaTrento, Trento | Trentino | 3 - 0 | Milano             | 25-23, 25-20, 25-18 |
| Semifinali - 27 gennaio 2018 PalaFlorio, Bari         | Trentino | 0 - 3 | Sir Safety Perugia | 17-25, 17-25, 17-25 |

### Supercoppa italiana
| Semifinale - 7 ottobre 2017 PalaCivitanova, Civitanova Marche      | Trentino | 1 - 3 | Sir Safety Perugia | 20-25, 18-25, 25-23, 22-25 |
| Finale 3º posto - 8 ottobre 2017 PalaCivitanova, Civitanova Marche | Trentino | 1 - 3 | Modena             | 20-25, 24-26, 25-23, 30-32 |

### Champions League

#### Fase a gironi
| 1ª giornata - 5 dicembre 2017 Steengoed Arena, Maaseik         | Maaseik  | 1 - 3 | Trentino | 17-25, 23-25, 25-23, 17-25        |
| 2ª giornata - 20 dicembre 2017 Hala Azoty, Kędzierzyn-Koźle    | ZAKSA    | 3 - 2 | Trentino | 18-25, 24-26, 25-23, 25-16, 15-12 |
| 3ª giornata - 18 gennaio 2018 PalaTrento, Trento               | Trentino | 3 - 0 | Arkas    | 25-22, 26-24, 25-17               |
| 4ª giornata - 1º febbraio 2018 Atatürk Voleybol Salonu, Smirne | Arkas    | 1 - 3 | Trentino | 25-22, 9-25, 17-25, 17-25         |
| 5ª giornata - 14 febbraio 2018 PalaTrento, Trento              | Trentino | 2 - 3 | ZAKSA    | 25-23, 22-25, 25-27, 25-21, 15-17 |
| 6ª giornata - 28 febbraio 2018 PalaTrento, Trento              | Trentino | 3 - 1 | Maaseik  | 25-16, 29-27, 24-26, 26-24        |

#### Fase a eliminazione diretta
| Play-off a 12 (andata) - 14 marzo 2018 Complexe Sportif Rene-Tys, Reims | Chaumont | 3 - 2 | Trentino | 17-25, 25-22, 25-20, 21-25, 15-10 |
| Play-off a 12 (ritorno) - 20 marzo 2018 PalaTrento, Trento              | Trentino | 3 - 0 | Chaumont | 26-24, 25-23, 27-25               |
| Play-off a 6 (andata) - 4 aprile 2018 PalaCivitanova, Civitanova Marche | Lube     | 3 - 1 | Trentino | 25-22, 23-25, 25-19, 28-26        |
| Play-off a 6 (ritorno) - 11 aprile 2018 PalaTrento, Trento              | Trentino | 2 - 3 | Lube     | 19-25, 21-25, 25-20, 27-25, 15-17 |

## Statistiche

### Statistiche di squadra
| Competizione        | Punti | In casa | In casa | In casa | In trasferta | In trasferta | In trasferta | Totale | Totale | Totale |
| Competizione        | Punti | G       | V       | P       | G            | V            | P            | G      | V      | P      |
| ------------------- | ----- | ------- | ------- | ------- | ------------ | ------------ | ------------ | ------ | ------ | ------ |
| Superlega           | 51    | 17      | 13      | 4       | 17           | 9            | 8            | 34     | 22     | 12     |
| Coppa Italia        | -     | 1       | 1       | 0       | 0            | 0            | 0            | 2      | 1      | 1      |
| Supercoppa italiana | -     | -       | -       | -       | -            | -            | -            | 2      | 0      | 2      |
| Champions League    | 14    | 5       | 3       | 2       | 5            | 2            | 3            | 10     | 5      | 5      |
| Totale              | -     | 23      | 17      | 6       | 22           | 11           | 11           | 48     | 28     | 20     |

G = partite giocate; V = partite vinte; P = partite perse

### Statistiche dei giocatori
| Giocatore     | Superlega | Superlega | Superlega | Superlega | Superlega | Coppa Italia | Coppa Italia | Coppa Italia | Coppa Italia | Coppa Italia | Supercoppa italiana | Supercoppa italiana | Supercoppa italiana | Supercoppa italiana | Supercoppa italiana | Champions League | Champions League | Champions League | Champions League | Champions League | Totale | Totale | Totale | Totale | Totale |
| Giocatore     | P         | PT        | AV        | MV        | BV        | P            | PT           | AV           | MV           | BV           | P                   | PT                  | AV                  | MV                  | BV                  | P                | PT               | AV               | MV               | BV               | P      | PT     | AV     | MV     | BV     |
| ------------- | --------- | --------- | --------- | --------- | --------- | ------------ | ------------ | ------------ | ------------ | ------------ | ------------------- | ------------------- | ------------------- | ------------------- | ------------------- | ---------------- | ---------------- | ---------------- | ---------------- | ---------------- | ------ | ------ | ------ | ------ | ------ |
| É. Carbonera  | 34        | 258       | 144       | 69        | 45        | 2            | 10           | 5            | 1            | 4            | 2                   | 17                  | 13                  | 3                   | 1                   | 10               | 78               | 48               | 14               | 16               | 48     | 363    | 210    | 87     | 66     |
| O. Cavuto     | 10        | 4         | 4         | 0         | 0         | 0            | 0            | 0            | 0            | 0            | 2                   | 0                   | 0                   | 0                   | 0                   | 1                | 2                | 0                | 1                | 1                | 13     | 6      | 4      | 1      | 1      |
| M. Chiappa    | 25        | 0         | 0         | 0         | 0         | 2            | 0            | 0            | 0            | 0            | 2                   | 0                   | 0                   | 0                   | 0                   | 9                | 0                | 0                | 0                | 0                | 38     | 0      | 0      | 0      | 0      |
| D. De Pandis  | 30        | 0         | 0         | 0         | 0         | 1            | 0            | 0            | 0            | 0            | 2                   | 0                   | 0                   | 0                   | 0                   | 9                | 0                | 0                | 0                | 0                | 42     | 0      | 0      | 0      | 0      |
| S. Giannelli  | 34        | 125       | 40        | 58        | 27        | 2            | 4            | 3            | 1            | 0            | 2                   | 8                   | 2                   | 4                   | 2                   | 10               | 47               | 12               | 30               | 5                | 48     | 184    | 57     | 93     | 34     |
| N. Hoag       | 31        | 290       | 245       | 19        | 26        | 1            | 2            | 2            | 0            | 0            | 2                   | 0                   | 0                   | 0                   | 0                   | 8                | 61               | 50               | 8                | 3                | 42     | 353    | 297    | 27     | 29     |
| U. Kovačević  | 28        | 386       | 333       | 27        | 26        | 2            | 26           | 22           | 1            | 3            | 2                   | 28                  | 26                  | 1                   | 1                   | 10               | 140              | 124              | 11               | 5                | 42     | 580    | 505    | 40     | 35     |
| J. Kozamernik | 32        | 134       | 81        | 28        | 25        | 1            | 5            | 4            | 1            | 0            | 1                   | 5                   | 3                   | 2                   | 0                   | 10               | 47               | 31               | 12               | 4                | 44     | 191    | 119    | 43     | 29     |
| F. Lanza      | 34        | 408       | 370       | 21        | 17        | 2            | 16           | 16           | 0            | 0            | 2                   | 21                  | 19                  | 1                   | 1                   | 10               | 132              | 113              | 9                | 10               | 48     | 577    | 518    | 31     | 28     |
| P. Partenio   | 6         | 0         | 0         | 0         | 0         | 0            | 0            | 0            | 0            | 0            | 0                   | 0                   | 0                   | 0                   | 0                   | 3                | 1                | 0                | 0                | 1                | 9      | 1      | 0      | 0      | 1      |
| R. Teppan     | 29        | 114       | 97        | 12        | 5         | 1            | 1            | 0            | 0            | 1            | 2                   | 0                   | 0                   | 0                   | 0                   | 9                | 61               | 51               | 3                | 7                | 41     | 176    | 148    | 15     | 13     |
| L. Vettori    | 34        | 321       | 279       | 13        | 29        | 2            | 25           | 21           | 0            | 4            | 2                   | 37                  | 32                  | 2                   | 3                   | 10               | 88               | 76               | 7                | 5                | 48     | 471    | 408    | 22     | 41     |
| A. Zingel     | 33        | 150       | 97        | 50        | 3         | 2            | 5            | 3            | 1            | 1            | 2                   | 12                  | 9                   | 3                   | 0                   | 10               | 38               | 25               | 10               | 3                | 47     | 205    | 134    | 64     | 7      |

P = presenze; PT = punti totali; AV = attacchi vincenti; MV = muri vincenti; BV = battute vincenti